# عاثين (ذمار)
عاثين هي إحدى قرى الجمهورية اليمنية. تتبع جغرافيا لمحافظة ذمار و إداريًا لمديرية ضوران انس. يبلغ تعداد سكانها 7283 نسمة حسب الإحصاء الذي أجري عام 2004.